# L'Esthétique de la résistance
Pour les articles homonymes, voir Esthétique (homonymie).
L'Esthétique de la résistance (titre original : Die Ästhetik des Widerstands) est un roman en trois tomes de l'écrivain allemand Peter Weiss, qu'il a écrit entre 1971 et 1981. Le premier tome est paru en 1975 aux éditions Suhrkamp.
Dans ce livre, Peter Weiss raconte l'histoire collective du mouvement ouvrier allemand et de son échec, de la République de Weimar à 1945. Les trois protagonistes principaux du roman découvrent en parallèle quelques grandes œuvres du patrimoine artistique de l'humanité et comprennent qu'elles  ne sont ni un bien culturel, ni un espace imaginaire où se réfugier lorsque l'action politique a échoué, mais celui d'une expérience esthétique vécue que doit s'approprier le lecteur ou le spectateur afin de nourrir sa résistance à l'ordre établi par la société de classes.

## Éditions françaises
- L'Esthétique de la résistance (traduit de l'allemand par Éliane Kaufholz-Messmer), Klincksieck, Paris, 1989-1992, 3 volumes.

## Adaptation au théâtre
En 2023, Sylvain Creuzevault adapte pour la scène L'Esthétique de la résistance, avec des membres de sa compagnie et des élèves du TNS. La pièce est jouée au Théâtre national de Strasbourg, et à la MC93 dans le cadre du Festival d'automne. Il décrit ainsi son oeuvre : « L’œuvre retrace une histoire du mouvement ouvrier européen, confronté, défait, reconfiguré par la montée des fascismes, qu’ils soient italiens, espagnols, allemands ou autres. Il rend compte du combat antifasciste, des tensions qui l’animent et le saturent, notamment dans ses rapports au stalinisme, aux directives de Moscou » . La pièce est reprise en 2025 au théâtre de l'Odéon et sa réalisation est saluée.